# بيت الذفيف (أمانة العاصمة)

تعديل مصدري - تعديل

بيت الذفيف هي إحدى قرى مديرية ضواحي الأمانة همدان التابعة لمحافظة أمانة العاصمة صنعاء اليمنية، بلغ  تعداد سكانها 4328 نسمة حسب الإحصاء الذي أجري عام 2004.